# Rudolf Besier
Pour les articles homonymes, voir Besier.
Rudolf Besier (juillet 1878 à Java - 16 juin 1942 dans le Surrey) est un auteur dramatique britannique d'origine néerlandaise. Il étudia au Elizabeth College de Guernesey puis à Heidelberg. Son œuvre maîtresse, The Barretts of Wimpole street qui raconte la vie de la poétesse britannique Elizabeth Barrett Browning fut adaptée deux fois au cinéma, la première en 1934 et la seconde en 1957 sous le titre en version française de Miss Ba.

## Œuvres

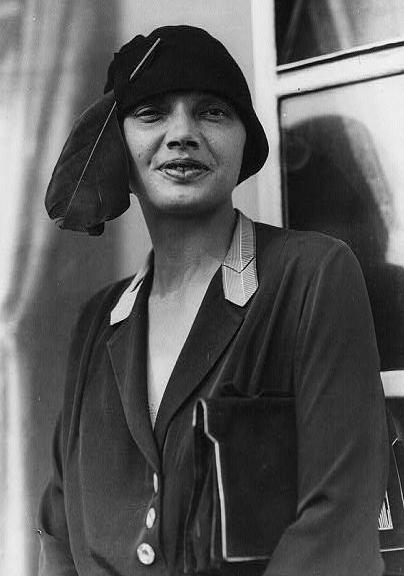
Katharine Cornell qui créa le rôle de Elizabeth Barrett Browning en 1931 à Broadway dans la pièce de Rudolf Besier The Barretts of Wimpole street.

- Virgin goddess : tragedy, Londres 1907 (OCLC 67945857)
- Don : a comedy in three acts, Londres : T. Fisher Unwin, 1910 (OCLC 4482509)
- Lady Patricia, a comedy in three acts, Londres : T.F. Unwin, 1911 (OCLC 5850109)
- Secrets, adapted from the Norma Talmadge picture, New York : Grosset & Dunlap 1924 (OCLC 6427099)
- The Barretts of Wimpole street, a comedy in five acts. Londres : V. Gollancz Ltd., 1930 (OCLC 2953354)